# Салгирка
Салги́рка (крим. Salğırka) — село Курманського району Автономної Республіки Крим.
Підпорядковане П'ятихатській сільській раді.
Відстань від райцентру становить 18 кілометрів прямою.
На 2009 рік, за даними сільради, займало площу 11,8 га, у 2 дворах проживало 10 осіб.